# Uncle Tom's Cabin (film fra 1903)
Uncle Tom's Cabin er en amerikansk stumfilm fra 1903 af Edwin S. Porter.